# Stephanolepis diaspros
Stephanolepis diaspros är en fiskart som beskrevs av Fraser-brunner 1940. Stephanolepis diaspros ingår i släktet Stephanolepis och familjen filfiskar. Inga underarter finns listade i Catalogue of Life.